# 塔哈島
塔哈島（Tahaʻa，亦作Tahaa；舊名：Uporu）是南太平洋法屬波利尼西亞的岛屿，由同名市镇管辖，屬於背風群島的一部分，位於大溪地島西北約230公里，長13公里、寬12公里，面積90.2平方公里，最高點海拔高度590米，2017年人口5234。該島盛產香草與珍珠，故又称“香草岛”（île Vanille）。

上：塔哈島
下：賴阿特阿島